# Jean Yoens
Jean Yoens ou Hyoens (Gand, 1317 - Gand, le 6 octobre 1379 ) était un batelier, chef du peuple flamand et capitaine des  chaperons blancs. Il était un personnage clé dans les premières années de la révolte de Gand (1379-1385).
Hyoens appartenait au parti pro-anglais de Jacob van Artevelde. En 1349, il aida à restaurer l'autorité du comte Louis de Male à Gand et devint receveur et échevin de Gand.
Lorsque les Gantois résistèrent à nouveau à la politique centralisatrice du comte, il redevint chef de la révolte. En 1379, il réussit à unir tout le comté de Flandre, à l'exception de quelques petites villes, contre le comte qui s'enfuit en France.
Hyoens est mort avant d'avoir pu donner corps à la révolte. Pierre van den Bossche, Franz Ackerman et Philippe van Artevelde poursuivent son travail.
Son nom est mentionné avec celui de Jacob van Artevelde dans la chanson Klokke Roeland .